# Державний кордон Вірменії

Карта Вірменії

Державний кордон Вірменії — державний кордон, лінія на поверхні Землі та вертикальна поверхня, що проходить по цій лінії, що визначають межі державного суверенітету Вірменії над власними територією, водами, природними ресурсами в них і повітряним простором над ними.

## Сухопутний кордон
Загальна довжина кордону — 1570 км. Вірменія межує з 4 державами. У Вірменії є ексклав всередині території Азербайджану (Арцвашен), ця територія окупована та контролюється Азербайджаном.
Ділянки державного кордону
| Держава     | Ділянка | Довжина (км) | Прикордонні регіони | Примітки |
| ----------- | ------- | ------------ | ------------------- | -------- |
| Азербайджан | схід    | 996          |                     |          |
| Грузія      | північ  | 219          |                     |          |
| Іран        | південь | 44           |                     |          |
| Туреччина   | захід   | 311          |                     |          |

Всі ділянки кордону, крім ділянки невизнаної Нагірно-Карабаської Республіки азербайджано-вірменського кордону, дозволяється перетинати лише на встановлених пунктах пропуску з дотриманням всіх передбачених законом процедур. Охорону державного кордону здійснюють Прикордонні війська Вірменії. Кордон з Туреччиною та Іраном охороняють російські війська, співпрацюючи з вірменськими збройними силами. Кордон з Грузією та Азербайджаном охороняють вірменські прикордонники. Кордон з Туреччиною та Азербайджаном закритий, пропуск громадян здійснюється лише на кордоні з Грузією та Іраном.
Країна не має виходу до вод Світового океану.
Найкоротша відстань до Світового океану
| Акваторія       | км   |
| --------------- | ---- |
| Чорне море      | 163  |
| Каспійське море | 193  |
| Середземне море | 750  |
| Перська затока  | 1000 |

## Спірні ділянки кордону
Під час збройного Карабаського конфлікту між Вірменією та Азербайджаном обидві держави взаємно окупували анклави на власній території. Азербайджан вірменський анклав Арцвашен, Вірменія — окупувала та анексувала азербайджанські анклави Бархударли, Верхню і Нижню Аскіпари, Кярки, Софулу. Крім того Вірменія військово і політично підтримала окупацію Арцахом території Азербайджану, що сполучає його територію з територією Вірменії.

Карабаський конфлікт
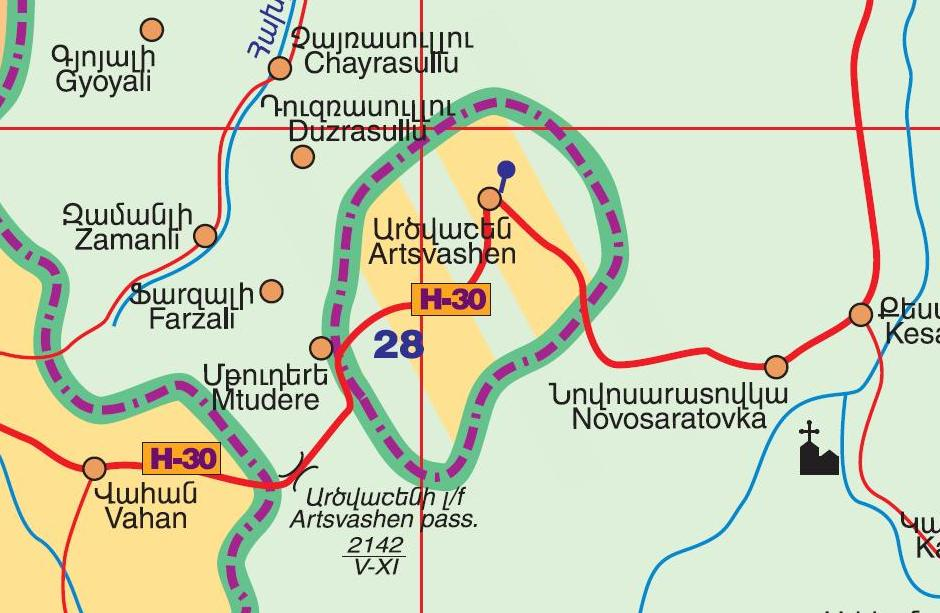
Окупований ексклав Арцвашен
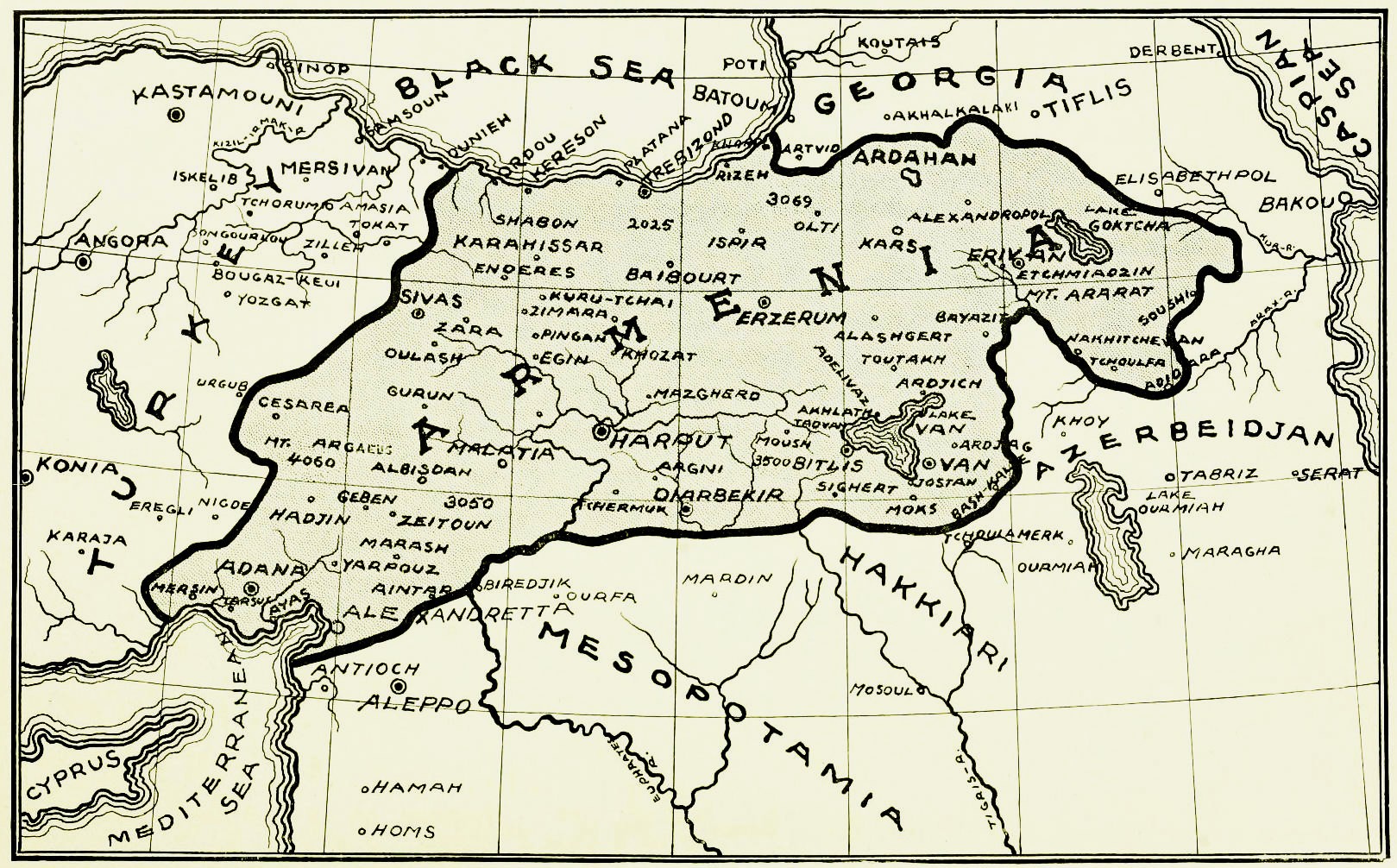
Територіальні претензії вірменської делегації на Паризький мирній конференції 1919 року
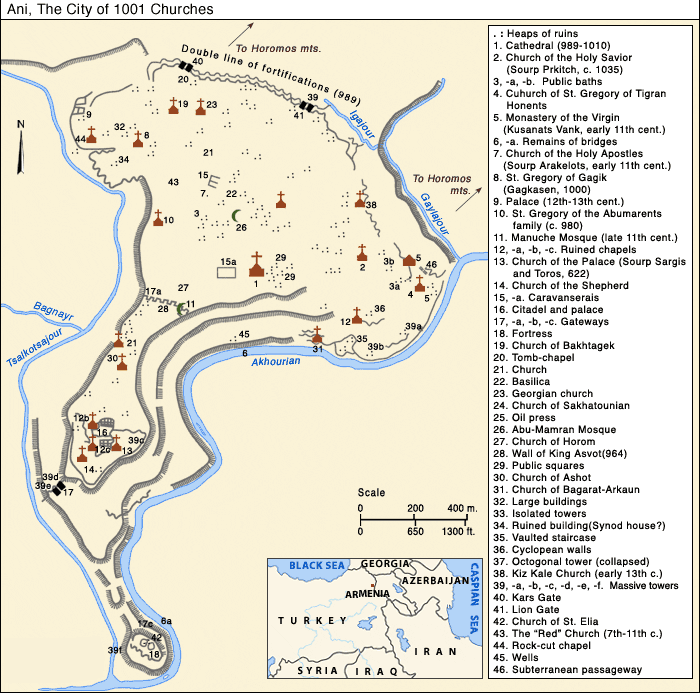
Карта культурних пам'яток давньої вірменської столиці Ані в Туреччини
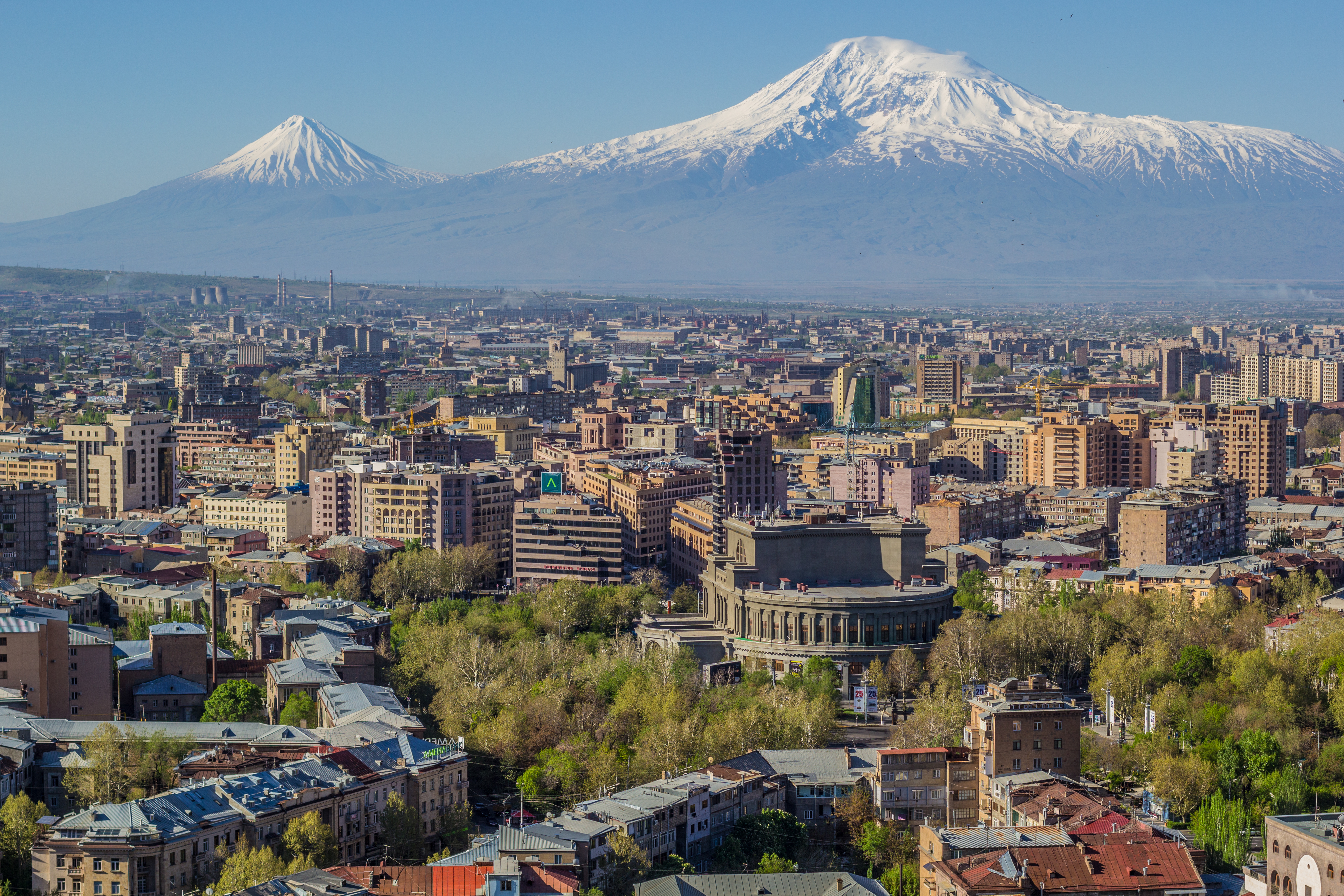
Гора Арарат, символ Вірменії, територіально знаходиться в Туреччині

У руслі вірменського іредентизму та через історичні події, коли більша частина етно-культурної території вірменської нації залишилась поза межами міжнародно визнаних кордонів сучасної держави, Вірменія на офіційному та неофіційному рівнях має територіальні претензії до всіх своїх сусідів. Підтримується ідея створення Об'єднаної Вірменії на всіх теренах колишньої античної держави Велика Вірменія. Міацум, ідея об'єднання невизнаного Арцаху з Вірменією (подібно до ідей возз'єднання косовських албанців з Албанією), є складовою цього культурно-політичного явища.